# 제천동중학교
제천동중학교(堤川東中學校)는 대한민국 충청북도 제천시 신백동에 있는 공립 중학교이다.

## 학교 연혁
- 1966년 12월 13일 : 제천동중학교 6학급 인가
- 1967년 3월 3일 : 제천동중학교 개교
- 1976년 1월 15일 : 신축교사(현 위치)로 이전
- 1999년 3월 1일 : 남녀공학 9학급 인가
- 2010년 10월 11일 : 인조잔디운동장 준공
- 2024년 1월 11일 : 제55회 졸업식(123명) 총 18,113명
- 2024년 3월 1일 : 제25대 이평호 교장 부임
- 2024년 3월 4일 : 입학식 (신입생 121명)

## 참고 자료
- 제천동중학교 - 한국교육학술정보원 학교알리미